# Batman (Comicserien)
Der folgende Artikel – Batman (Comicserien) – bietet einen Überblick über die verschiedenen Comicserien und -geschichten, die der US-amerikanische Verlag DC Comics seit 1939 über die fiktive Figur des Verbrechensbekämpfers Batman veröffentlicht hat beziehungsweise noch immer veröffentlicht.
Dabei wird eine knappe Zusammenschau geboten, die neben den formalen Veröffentlichungsdaten (Erscheinungszeitraum, Zahl der erreichten Ausgaben) der erfassten Serien, auch Angaben über die beteiligten Künstler sowie über herausragende, publikationshistorische Besonderheiten vermerkt. Sofern ein Hauptartikel zu einer der Comicserien vorhanden ist, wird darauf verwiesen.
Bei Serien zu Batman ist zu beachten, dass häufig weitere Helden aus Gotham City wie Robin, Catwoman oder Batgirl in den Comics auftauchen, zudem finden oft Treffen von Batman mit seinen Kollegen aus der Justice League wie Superman statt. Diese Zusammenkünfte der Superhelden findet daher auch in einigen Serientiteln Erwähnung.

## Batman-Serien

### Batman

#### Erste Serie
Batman ist eine Comicserie, die von Frühling 1940 bis August 2011 von dem US-amerikanischen Verlag DC Comics herausgegeben wurde. Nach Detective Comics, der Serie, in der der Batman erstmals vorgestellt wurde, ist Batman die zweitälteste Serie, die Geschichten über den dunklen Ritter aus der fiktiven Großstadt Gotham City veröffentlicht, und noch vor allen anderen Batman-Serien ist Batman die erste Comicpublikation gewesen, die den Namen dieser Figur als Teil ihres Titels auf dem Cover führte.
Nach Four Colours, Detective Comics, Action Comics und Superman ist Batman zudem die US-amerikanische Comicserie mit der längsten Publikationsgeschichte und der höchsten Anzahl an Heften beziehungsweise dem höchsten Heftnummernstand: In den knapp einundsiebzig Jahren ihres Erscheinens hat die Serie siebenhundertfünfzehn Ausgaben erreicht. Hinzu kommen sechsundzwanzig sogenannte Annual-Ausgaben mit doppeltem Umfang, die als Batman Annual auf den Markt kamen, sowie die beiden Sondernummern #0 (Oktober 1994; zwischen #511 und #512) und #1.000.000 (November 1998; zwischen #560 und #561).
Die Serie wurde im Frühjahr 1940 gestartet, wenige Monate, nachdem ihr Titelheld in Ausgabe #27 der Serie Detective Comics vorgestellt worden war. Nachdem der Publikationsrhythmus anfangs auf eine vierteljährliche Erscheinungsweise hin ausgerichtet war, wurde die Serie zunächst auf einen zweimonatlichen Erscheinungsmodus hingeändert, bevor sie in den 1950er Jahren schließlich zu einer monatlich erscheinenden Serie wurde.
Zu den Autoren, die im Laufe der Jahrzehnte für Batman geschrieben haben, zählen unter anderem Ed Brubaker, Max Allan Collins, Gerry Conway, Bill Finger, Alan Grant, Larry Hama, Frank Miller, Doug Moench, Dennis O’Neil, Frank Robbins, Jim Starlin, Len Wein und Marv Wolfman. Die Liste der Gastautoren, die einzelne Ausgaben oder Story-Arcs beisteuerten, umfasst unter anderem Chuck Dixon und James Owsley, während sich unter den Zeichnern, die an der Serie gearbeitet haben, Namen wie Neal Adams, Jim Aparo, Norm Breyfogle, Paul Gulacy, Bob Kane, Kelley Jones, Mike Manley, Scott McDaniel, Don Newton, Irv Novick, und Jerry Robinson finden. Zu den Tuschern, die an der Serie gearbeitet haben, zählen Alfredo Alcala, Mike DeCarlo, Scott Beatty und Dick Giordano.

#### Zweite Serie
Im August 2011 kam es im Rahmen von The New 52 zu einem Serienneustart von Batman. In der neuen Serie haben zwar die meisten Charaktere ihren Hintergrund und ihre Vergangenheit behalten, jedoch nimmt sie keinerlei Bezug mehr auf die ursprüngliche Serie.

### Batman and Robin

#### Erste Serie
In der ersten Serie von Batman and Robin (dt. Batman und Robin) war der erste Robin und spätere Nightwing Dick Grayson als Batman tätig und wurde von Bruce Waynes Sohn Damian unterstützt.

#### Zweite Serie
Die Batman and Robin-Serie, welche nun das Verhältnis von Bruce Wayne zu seinem Sohn Damian beleuchtet, erhielt im Sommer 2011 einen Neustart.

### Batman and the Outsiders
Batman and the Outsiders (dt. etwa Batman und die Außenseiter) war eine Comicserie die DC Comics vom August 1983 bis April 1986 veröffentlichte. Die Serie stellte Batman an die Spitze eines „Superhelden-Teams“, das sich aus größtenteils verhältnismäßig unbekannten Figuren im Besitz von DC zusammensetzte. Neben dem Antihelden Metamorpho und Black Lightning, einem afroamerikanischen minority superhero, die als Titelhelden eigener Serien in den 1960er bzw. 1970er Jahren leidlich bekannt geworden waren, umfasste das Ensemble der Hauptfiguren der Serie noch die junge Halo, die japanische Schwertkämpferin Katana, den osteuropäischen Prinzen Geo-Force, der geologische Vorgänge (Erdbeben u. ä.) kontrollieren kann, und die hypnotisch begabte attraktive Looker.
Batman als der weitaus bekannteste und beliebteste Charakter wurde vor allem als Verkaufszugpferd in die Serie eingebaut. Außerdem nutzte man die Verkaufsträchtigkeit des Namens Batman auf die Leserschaft, indem man ihn als zusätzlichen Kaufanreiz in den Namen der Serie einbaute. Insgesamt lief die Serie knapp drei Jahre und erreichte zweiunddreißig Ausgaben. Nachdem man die Outsiders-Charaktere für hinreichend etabliert hielt, nahm man Batman aus der Serie heraus und änderte den Titel in Adventures of the Outsiders. Nach der Titeländerungen erschienen noch sechs weitere Hefte, die als Ausgaben #33 bis #38 ausgewiesen waren. Hinzu kamen zwei, als Batman and the Outsiders Annual gekennzeichnete Sonderausgaben in den Jahren 1984 und 1985.
Autor der Serie über die ganze Dauer ihres Erscheinens war der Amerikaner Mike W. Barr. Die Zeichneraufgaben wurden meistens von Alan Davis erledigt.

### Batman Chronicles
The Batman Chronicles (dt. etwa Die Chroniken Batmans) war eine Serie, die DC Comics zwischen 1995 und 2001 herausgab. Die Batman Chronicles wurden, anders als die meisten Batman-Serien, nicht in monatlichem Rhythmus auf den Markt gebracht, sondern erschienen quartalsmäßig, so dass jedes Jahr vier neue Ausgaben hinzukamen. Insgesamt erreichte die Serie dreiundzwanzig Ausgaben, von denen die meisten anstatt des sonst bei amerikanischen Comics üblichen Erscheinungsmonatsvermerks neben der Heft-Nummer auf dem Titelblatt eine jahreszeitliche Angabe aufwiesen – so etwa „Winter 1999“ oder „Spring 2001“. Die Hefte der Serie besaßen mit einer Seitenzahl von vierunddreißig gezeichneten Seiten einen Umfang der um zehn Seiten höher war als der des amerikanischen Standard-Comics, das einen Musterumfang von zweiundzwanzig Seiten hat.
Leitmotiv der Serie war es, einzelne Personen aus Batmans Umfeld – seine Verbündeten, wie die Polizisten von Gotham, seinen Butler Alfred oder seinen Sidekick Robin, oder seine Feinde – in den Mittelpunkt zu rücken, um so Facetten des betreffenden Charakters sichtbar zu machen, oder zu vertiefen, für deren Darstellung in den regulären Batman-Comics aufgrund der beschränkten Seitenzahlen kein Platz war. Gelegentlich wurde indessen aber auch der Titelheld selbst in den Mittelpunkt gestellt.
Beinahe jedes Heft der Batman Chronicles beinhaltete dabei drei Geschichten: Das Gliederungsschema sah dabei üblicherweise vor, eine längere Hauptstory (etwa 18 Seiten) an den Beginn jedes Heftes zu setzen, der dann zwei kürzere, acht- bis zehnseitige, Geschichten im hinteren Teil folgten.
Zu den Autoren, die für die Batman Chronicles schrieben, zählen dabei unter anderem Chuck Dixon, Garth Ennis, Bob Gale, Alan Grant, Devin Grayson, Doug Moench, Dennis O’Neil und Greg Rucka. Zu den Zeichnern die Geschichten für die Serie illustrierten zählen John McCrea, Graham Nolan und Jerry Ordway.

### Batman Confidential
Batman Confidential (dt. etwa Batman vertraulich) ist eine Serie, die DC Comics von Dezember 2006 bis März 2011 veröffentlichte. Die Serie erschien monatlich. Die Geschichten der Serie spielen, anders als die meisten Batman-Serien – die Geschichten aus Batmans „Gegenwart“ (dem zwölften bis dreizehnten Jahr seiner Karriere als Verbrechensbekämpfer) zum Inhalt haben – in den ersten Jahren der Laufbahn seiner Tätigkeit als „dunkler Ritter“ und sollen tendenziell „persönliche Schlüsselmomente“ aus der Historie des Charakters zum Inhalt haben. So etwa die ersten Begegnungen mit engen Verbündeten und Feinden, den ersten Gebrauch von charakteristischen Ausrüstungsgegenständen wie dem Batmobil oder dem Bat-Wing und persönlichkeitsformende Erlebnisse, wie Momente des Erfolges oder des Versagens bei seiner nächtlichen „Mission“.
Die Serie wird von ständig wechselnden Autoren und Zeichnern betreut, die stets nur fünf bis sechs Monate lang an der Serie arbeiten, um einen längeren Geschichtenzyklus abzuschließen und die Serie danach wieder verlassen, um für ein neues Fünf- bis Sechs-Monate-Team Platz zu machen.

### Batman Eternal
Batman Eternal (dt. etwa Batman für alle Ewigkeit) ist eine im Jahr 2014 im Rahmen von The New 52 gestartete Reihe, die wöchentlich erscheint.

### Batman Family
Batman Family (dt. etwa Batman-Familie) war eine Serie die DC Comics zwischen 1975 und 1978 veröffentlichte. Die Serie erschien in zweimonatlichem Rhythmus und beinhaltete als fortlaufende Reihen angelegte Geschichten über die Figuren Batgirl, Robin, Man-Bat, sowie über wechselnde Schurken-Figuren wie den Joker.

### Batman: Gotham Knights
Batman: Gotham Knights (dt. etwa Batman: Gothamer Ritter, freier übersetzt Batman: Gothams Ritter) war eine Serie die DC Comics zwischen März 2000 und April 2006 publizierte. Die Serie erschien in monatlichem Rhythmus und erreichte vierundsiebzig Ausgaben.
Handlungsmäßiges Leitprinzip der Serie war es Batmans Rolle als „Teamspieler“ in der Zusammenarbeit seinen Verbündeten aus der sogenannten „Batman Family“, zu der Figuren wie Robin, Batgirl, Nightwing oder Catwoman zählen, in den Fokus des Geschehens zu rücken. Dementsprechend beschrieben die meisten Hefte der Serie gemeinschaftliche Abenteuer von Batman und einer oder mehreren Charakteren aus diesem Kreis. Die späteren Hefte der Serie rückten den Blick indessen verstärkt auf Batmans Gegenspieler und unter diesen insbesondere auf den mysteriösen Hush.
Einige Jahre lang enthielt Gotham Knights zudem eine Reihe von Zweitgeschichten die unter dem Titel Batman: Black and White firmierten: Diese Reihe brachte jeden Monat eine etwa achtseitige Kurzgeschichte, die in Schwarzweiß gehalten war.
Hauptautoren der Gotham Knights waren Devin Grayson und Scott Beatty. Als Hauptzeichner war unter anderem Roger Robinson mit der Serie betraut. Zu den Künstlern die an den Schwarz-Weiß-Geschichten im hinteren Teil der Hefte arbeiteten zählen unter anderem Jim Lee, Dave Gibbons, Gene Ha, Harlan Ellison und Jill Thompson.

### Batman: Legends of the Dark Knight

#### Erste Serie
Batman: Legends of the Dark Knight (dt. etwa Batman: Legenden des Dunklen Ritters) war eine Serie die DC Comics zwischen November 1989 und März 2007 in monatlichem Rhythmus auf den Markt brachte. Legends of the Dark Knight erreichte 214 Ausgaben und war künstlerisch wie inhaltlich tendenziell auf ein eher älteres, reiferes, erwachsenes Publikum zugeschnitten.
Zu den regulären 214 Ausgaben der Serie kamen noch eine spezielle Ausgabe #0 hinzu (Oktober 1994), sowie mehrere Sonderausgaben, namentlich drei als „Halloween Special“ bezeichnete Hefte mit doppeltem Umfang, das Prestige-Format-Special „Mitefall“ und mehrere als Batman: Legends of the Dark Knight Annual betitelte Jahreshefte mit ebenfalls Doppelumfang. Während der offizielle Titel der Serie zwischen November 1989 und August 1992 lediglich Legends of the Dark Knight lautete, wurde der im späten August 1992 durch den ergänzenden Zusatz „Batman“ in Batman: Legends of the Dark Knight abgeändert.
Im Gegensatz zu allen anderen monatlichen Batman-Serien weist Legends of the Dark Knight zwei Besonderheiten auf: Zum einen besaß die Serie niemals ein festes „Creative Team“ aus einem Stammautor und einem Stammzeichner die die Serie über längere Zeiträume begleiteten, sondern wurde von ständig wechselnden Künstlern gestaltet, die an Bord kamen, um eine einzelne Geschichte zu erzählen, die sich durch ein bis maximal fünf Ausgaben zog, und die Serie sodann wieder verließen, um für die Geschichtsideen einer anderen künstlerischen Paarung Platz zu machen. Gemäß diesem „Rotationsverfahren“ hat niemals ein einzelner Künstler länger als fünf Monate lang an Legends of the Dark Knight gearbeitet.
Die zweite Besonderheit der Serie bestand darin, dass sie zu anderen Zeitpunkten als die regulären, fortlaufenden Batman-Serien spielte: Während die Batman-Stammserien die Gegenwart des Superhelden beleuchten (in der er sich etwa im zwölften bis dreizehnten Jahr seiner Tätigkeit als dunkler Ritter befindet), fokussiert sich Legends of the Dark Knight fast ausschließlich auf die ersten drei Jahre von Batmans Tätigkeit als dunkler Ritter. Diese Geschichten aus Batmans Anfangsjahren knüpfen inhaltlich und ästhetisch sehr häufig auf Frank Miller und David Mazzucchellis Klassiker Batman: Year One an. Sehr selten wurden die Legends of the Dark Knight benutzt, um – im Zuge von sogenannten Crossovern – besonders umfangreiche, epische Geschichten der drei „Echtzeit-Batman-Serien“ in relativ kurzer Zeit erzählen zu können: Um genug Platz (d. h. Seiten) zum Erzählen einer umfangreichen Saga innerhalb von wenigen Wochen/Monaten zu haben, wurde dann die „Year One to Three“-Prämisse der Legends aufgegeben und diese dem Erzählprinzip der Gegenwart, das die anderen Serien gebrauchten, angeglichen. Dies geschah etwa für die Storys Destroyer (#27), Knightquest, Knightsend, No Man’s Land (#116–126), War Games und War Crimes.
Zu den Autoren die für die Serie geschrieben haben zählen unter anderem Chuck Dixon, Garth Ennis, Dan Curtis Johnson, Mike Mignola, Doug Moench, Grant Morrison, Dennis O’Neil, Matt Wagner und Bill Willingham. Als Zeichner wirkten unter anderem Bret Blevins, Paul Gulacy, Scott Hampton, Ed Hannigan, Klaus Janson, J.H. Williams III. Die drei Halloween-Specials stammen dabei aus der Feder des Drehbuchautors Jeph Loeb und des Zeichners Tim Sale.

#### Zweite Serie
Seit 2014 läuft die zweite Serie mit dem Titel Legends of the Dark Knight, die ebenfalls einzelne und unabhängige Geschichten von Batman enthält.

### Batman: Shadow of the Bat
Batman: Shadow of the Bat (dt. etwa Batman: Schatten der Fledermaus) war eine Serie die DC zwischen Juni 1992 und Februar 2000 veröffentlichte. Die Serie kam in monatlichem Rhythmus auf den Markt und erreichte insgesamt vierundneunzig Ausgaben (#1–94), sowie zwei als #0 und #1.000.000 nummerierter Ausgaben. Die frühen Ausgaben der Serie besitzen einen leicht überdurchschnittlichen Seitenumfang von vierundzwanzig anstatt den normalerweise üblichen zweiundzwanzig Seiten.
Shadow of the Bat wurde schließlich zu Beginn des Jahres 2000 eingestellt, um Platz für den Start der neuen Batman-Serie Gotham Knights zu machen.
Langjähriger Hauptautor von Shadow of the Bat war der Schotte Alan Grant der die Ausgaben #1–82 der Serie schrieb. Die letzten zwölf Ausgaben wurden von Autoren wie Greg Rucka, Devin Grayson oder Larry Hama verfasst. Die Riege der Zeichner die an der Serie gearbeitet haben umfasst die Stammzeichner Norm Breyfogle, Bret Blevins, Barry Kitson und Mark Buckingham, sowie verschiedene Gastzeichner wie Dan Jurgens, Tim Sale oder Joe Staton. Die Titelbilder für die Serie wurden dabei von dem Comicmaler Brian Stelfreeze gestaltet.

### Batman: The Dark Knight

#### Miniserie
Anfang 2011 lief die fünfteilige Miniserie Batman: The Dark Knight (dt. Batman: Der Dunkle Ritter), in der sich Batman auf die Suche nach seiner Jugendfreundin Dawn Golden begibt.

#### Monatsserie
Im Zuge der New 52 startete im Sommer 2011 die neue monatliche Batmanreihe Batman: The Dark Knight. Die Serie endete mit Nummer 29 im Mai 2014. Stattdessen startete DC die wöchentliche Reihe Batman Eternal.

### Detective Comics

#### Erste Serie
Die erste Serie der Detective Comics (dt. etwa Detektivcomics; auch Detective Comics featuring Batman) war eine Serie, die DC Comics seit dem März des Jahres 1937 herausgab. Die Serie, die 883 reguläre Ausgaben (darunter die Ausgaben #0 und #1.000.000) sowie 12 Annuals erreichte, war diejenige bis in die Gegenwart laufende US-amerikanische Comicserie mit der längsten Veröffentlichungsdauer und nach Four Color und Action Comics diejenige Comicserie mit der höchsten Zahl von erschienenen Ausgaben.
Die Serie war ursprünglich eine Anthologie-Reihe, die in jeder Ausgabe mehrere Kriminalgeschichten um verschiedene Detektiv-Charaktere wie etwa dem Privatermittler Slam Bradley, Speed Saunders oder den Asiaten Ching Lung brachte. Nachdem in der Ausgabe #27 (Mai 1939) der Serie der von Bob Kane und Bill Finger geschaffene Charakter des Superhelden und Dunklen Ritters Batman (ursprünglich The Batman) in die Serie eingeführt worden war, wandelte sich die Serie allmählich in eine Batman-Soloserie unter Wegfall der übrigen Comicgeschichten, die nach und nach in andere Serien wechselten oder eingestellt wurden.
In späteren Jahren war Detective Comics daher de facto eine reine Batman-Serie, wobei von Zeit zu Zeit kleinere Teile des Heftes mit anderen Reihen wie Martian Manhunter oder Manhunter gefüllt wurden. In den späten 1970er und frühen 1980er Jahren brachten die Detective Comics im hinteren Teil des Heftes im Anschluss an die Batman-Hauptgeschichten zudem stets einige kürzere Geschichten, die verschiedene Batman-Nebenfiguren in den Mittelpunkt rückten, denen in den Hauptgeschichten naturgemäß nur ein beschränkter Platz eingeräumt werden konnte: Diese Back-Up-Features waren Robin: The Teen Wonder, Batgirl, The Human Target und Tales of Gotham City, die sich um die Figuren Robin, Batgirl, Human Target und – im Falle des Letzteren – um die „normalen Bürger“ von Gotham City drehten.
Die beiden berühmtesten Titelblätter der Serie – #1 mit einem Porträt des Fu-Manchu-haften Ching Lung und #27, mit Batman, der, an einem Seil vorbeischwingend, eine Diebesbande auf einem Dach attackiert – stammen aus den Zeichnerfedern von Vin Sullivan, der auch der erste Herausgeber der Serie war, und Bob Kane.
Autoren, die in den 74 Jahren für die Serie geschrieben haben, waren u. a. Mike W. Barr, Chuck Dixon, Bill Finger, Alan Grant, Peter Milligan, Doug Moench, Dennis O’Neil, Frank Robbins und Greg Rucka. Als Stammzeichner arbeiteten an der Serie u. a. Neal Adams, Norm Breyfogle, Alan Davis, Bob Kane, Shawn Martinbrough, Graham Nolan, Irv Novick und Jerry Robinson.

#### Zweite Serie
Wie auch die Batman-Serie erhielten die Detective Comics im November 2011 einen Neustart, genannt The New 52. Auch die zweite Serie wies Sonderausgaben wie z. B. eine #0, drei Annuals und vier Zusatznummern #23.1, #23.2, #23.3, #23.4 auf. Mit der regulären Nummer #52 wurde die zweite Serie im Juli 2016 beendet.

#### Erste Serie (Fortsetzung)
Mit der Nummerierung wurde im Folgenden an die erste Serie angeknüpft, wobei die 52 Hefte der zweiten Serie zur ersten Serie addiert wurden (die eigentlichen Nummern 882 bis 933 erschienen somit nicht). So ging es mit der Nummer #934 im August 2016 weiter. Im Mai 2019 erschien die Jubiläumsnummer 1000.

### Superman/Batman
Superman/Batman ist eine Serie, die von DC Comics ab August 2003 veröffentlicht wurde. Sie erschien in monatlichem Rhythmus und erreichte bis zu ihrem Ende im Herbst 2011 87 Ausgaben.

### The Brave and the Bold
The Brave and the Bold (dt. etwa Die Tapferen und die Verwegenen) war eine Serie, die DC Comics zwischen 1955 und 1983 veröffentlichte. In den letzten fünfzehn Jahren ihrer Laufzeit funktionierte die Serie de facto als eine „Batman-Team-Up-Serie“, da die Handlungsgrundlage jedes Heftes fortan darin bestand, Batman als fester Konstante und Stamm-Protagonisten von The Brave and the Bold in jeder neuen Ausgabe mit einem anderen, von Heft zu Heft wechselnden, Charakter aus dem Figuren-Bestand von DC für die Dauer einer Geschichte zusammenzutun, beide Figuren ihr gemeinsames Abenteuer bestehen und sie dann – am Ende des gemeinsamen Abenteuers – wieder getrennte Wege gehen zu lassen.

### World’s Finest Comics
World’s Finest Comics (dt. etwa Der Welt beste Comics bzw. bezogen auf die handelnden Figuren Der Welt Besten Comics) war eine Team-Up-Serie, die DC zwischen 1941 und 1986 veröffentlichte. Die Comicreihe hatte Geschichten zum Inhalt, in denen Batman und sein „Superheldenkollege“ Superman – die als Team die World’s Finest (d. h. die „Größten Helden der Welt“) darstellten – als eingespieltes Duo routinemäßig gemeinsame Abenteuer erleben.

## Batman-Geschichten und -Miniserien
Im Laufe der Zeit sind immer wieder abgeschlossene Geschichten von und mit Batman erschienen, die sich zum Teil über mehrere Serien erstreckten (Auflistung nicht vollständig):
- Batman (Manga)
- Batman: Arkham Asylum, mit den Fortsetzungen Batman: Arkham City, Batman: Arkham Origins und Batman: Arkham Knight (Comics zu Videospielen)
- Batman: Child of Dreams (Manga)
- Batman – Die Rückkehr des Dunklen Ritters (Batman: The Dark Knight Returns; Miniserie)
- Batman – das erste Jahr (Batman: Year One; Miniserie)
- Batman gegen Hulk (Batman vs. The Incredible Hulk; Crossover)
- Batman: Lächeln, bitte! (Batman: The Killing Joke; Einzelausgabe)
- Batman: Niemandsland (Batman: No Man’s Land; serienübergreifende Geschichte)
- Batman of the Future (Batman Beyond; Comics zur Trickfilmreihe)
- Der Sturz des Dunklen Ritters (Knightfall; serienübergreifende Geschichte)
- Spider-Man/Batman (Spider-Man and Batman; Crossover)
- diverse weitere Crossover und Elseworlds mit Batman als Hauptfigur